# 德勒古什鄉

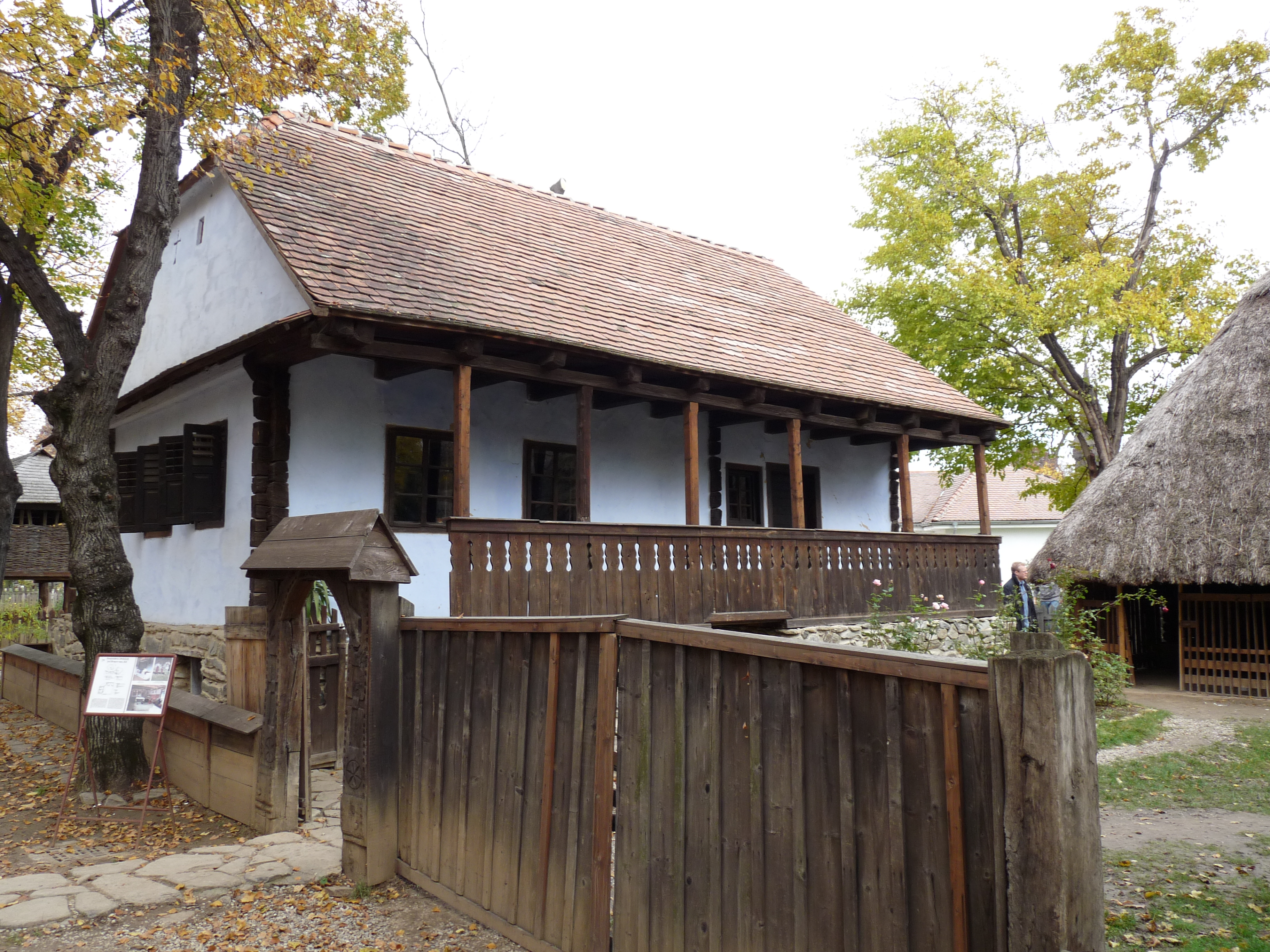

45°45′N 24°47′E / 45.750°N 24.783°E
德勒古什鄉（羅馬尼亞語：Drăguș, Brașov），是羅馬尼亞的鄉份，位於該國中部，由布拉索夫縣負責管轄，面積25平方公里，海拔高度488米，2007年人口1,183，人口密度每平方公里48人。